# Пор-Кутеш
Пор-Кутеш  — деревня в Балтасинском районе Татарстана. Входит в состав Среднекушкетского сельского поселения.

## География
Находится в северо-западной части Татарстана на расстоянии приблизительно 13 км на север по прямой от районного центра поселка Балтаси.

## История
Известна с 1678 года.

## Население
Постоянных жителей было: в 1746 — 56, в 1763 — 72, в 1795 — 11, в 1811—120 душ муж. пола; в 1850—251, в 1884—350, в 1897—401, в 1905—440, в 1920—541, в 1938—405, в 1949—296, в 1958—199, в 1970—193, в 1979—171, в 1989—124, в 2002 году 130 (удмурты 99 %), в 2010 году 137.